# Intercosmos 15
Intercosmos 15 (Интеркосмос-15, en ruso) fue el nombre de un satélite artificial soviético construido con el bus AUOS y lanzado bajo el programa Intercosmos de cooperación internacional el 19 de junio de 1976 desde el cosmódromo de Plesetsk mediante un cohete Kosmos 3. Reentró en la atmósfera el 18 de noviembre de 1979.

## Objetivos
La misión de Intercosmos 15 consistía en probar nuevos sistemas y componentes de satélites bajo condiciones de vuelo en el espacio.